# Invazie extraterestră

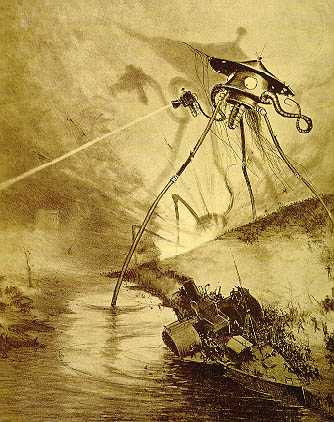
Invazia extraterestră a celor de pe Marte, din romanul Războiul Lumilor H.G. Wells.

Invazia extraterestră sau invazia spațială este o temă comună în scrierile și filmele științifico-fantastice, în care extratereștrii invadează Pământul fie pentru a extermina și a înlocui viața umană, fie pentru a o înrobi sub o stare de control absolut, fie pentru a recolta oamenii ca alimente, fie pentru a fura resursele planetare sau pentru a distruge planeta în întregime. 
Scenariul invaziei a fost folosit ca o alegorie a protestului împotriva hegemoniei militare și a bolilor societății ale perioadei respective. Scriitorul britanic H.G Wells, prin romanul său Războiul lumilor,  a dezvoltat literatura de invazie care era deja o temă comună atunci când științifico-fantasticul a apărut pentru prima oară ca gen artistic. 
Perspectivele invaziei au tendința de a se modifica în funcție de afacerile curente ale omenirii și de percepția de actualitate a amenințării. Invazia extraterestră a fost o metaforă comună în domeniul științifico-fantasticul din Statele Unite ale Americii în perioada Războiului Rece, evidențiind teama de străini (de exemplu de URSS) de ocupație și de devastarea nucleară a poporului american. Exemple ale unor astfel de lucrări includ povestirea scurtă The Liberation of Earth (Eliberarea Pământului, 1950) scrisă de William Tenn și filmul Invazia jefuitorilor de trupuri (1956) regizat de Don Siegel, cu Kevin McCarthy și Dana Wynter în rolurile principale. 
În clișeul invaziei, extratereștri fictivi aflați în contact cu planeta Pământ au tendința de a observa (uneori pe baza derulării unor experimente) sau de a invada, mai degrabă decât să ajute populația Pământului să dobândească capacitatea de a participa la afaceri și uniuni interplanetare sau galactice. Există câteva excepții notabile, cum ar fi scenarii ale primului contact cu extratereștri în filmele Ziua în care Pământul s-a oprit (The Day the Earth Stood Still, 1951),  Star Trek: Primul contact (Star Trek: First Contact, 1996) sau Primul contact (Arrival, 2016). Un clișeu des folosit la primul contact pașnic cu o civilizație prietenoasă este omenirea atingând un prag tehnologic cheie (de exemplu, armele nucleare și zborurile spațiale în Ziua în care Pământul s-a oprit ori călătoria mai repede decât lumina din universul Star Trek sau din filmul Primul Contact), justificând inițierea oamenilor într-o comunitate numeroasă de specii inteligente din Univers. 
Din punct de vedere tehnic, o invazie a oamenilor/mașinilor de pe Pământ îndreptată împotriva unei specii extraterestre este tot o invazie extraterestră/străină; din punct de vedere al străinilor, oamenii sunt străinii de pe altă planetă. Astfel de povestiri sunt mult mai rare decât cele cu străini care atacă omenirea, dar ele există. Printre exemple se poate numără povestirea scurtă Sentry (1954) a lui Fredric Brown (în care,  la sfârșitul povestirii, „extratereștrii“ sunt descriși astfel încât ca cititorul să-și dea seama că este vorba de oamenii de pe Pământ), jocul video Sega Phantasy Star II (1989), Cronicile Marțiene ale lui Ray Bradbury, Imperiul Omului din universul Warhammer 40000, Invaders from Earth de Robert Silverberg, filmul Battle for Terra  (2007), Planet 51 (2009), Avatar (2009) și Mămici pentru Marte (2011).
Pe lângă faptul că aparțin unui sub-gen al domeniului științifico-fantastic, aceste lucrări pot fi considerate ca aparținând sub-genului așa-zisei literaturi de invazie, care include și descrieri imaginare ale oamenilor de pe Pământ invadați de alte persoane (de exemplu, o invazie fictivă a Angliei de către o Franță ostilă, temă influențată puternic de descrierea lui Wells a unei invazii de pe Marte). 

## Origini

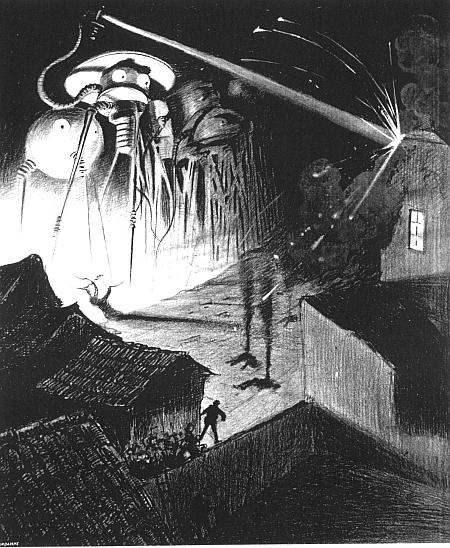
Mașini de război marțiene care distrug un oraș englez în Războiul Lumilor de H. G. Wells

În 1898, H. G. Wells a publicat romanul Războiul lumilor. Acesta descrie invazia Angliei victoriene de către marțieni dotați cu arme avansate superioare oamenilor. Acum este considerată ca o poveste extraordinară a unei invazii extraterestre, iar Wells este creditat cu stabilirea unor teme extraterestre, care ulterior a fost foarte mult extinsă de scriitorii de științifico-fantastic din secolul al XX-lea, incluzând primul contact și războiul dintre planete și speciile lor diferite. Cu toate acestea, au existat povești despre străini de pe alte planete și despre invazia extratereștrilor înainte de publicarea Războiului Lumilor.
Voltaire în Micromegas (1752) descrie doi străini, de pe Saturn și Sirius, care sunt de dimensiuni imense și vizitează Pământul din curiozitate. Inițial, ei cred că planeta este nelocuită, din cauza diferenței de mărime între ei și ființele umane. Când descoperă faptul că oamenii cred că ei sunt în centrul Universului, ei sunt foarte amuzați, de asemena oamenii îi compară până la confuzie cu titanii din mitologie.
În 1892, Robert Potter, un cleric australian, a publicat The Germ Growers în Londra. Acesta descrie o invazie sub acoperire a extratereștrilor care iau înfățișarea ființelor umane și care încearcă să dezvolte o boală virulentă care să-i ajute în planurile lor de cucerire globală. Nu a fost citit pe scară largă și, prin urmare, romanul lui Wells, mult mai reușit, este în general creditat ca prima povestire a unei invazii extraterestre.
Wells a propus deja un alt rezultat pentru povestea invaziei extraterestre din Războiul Lumilor. Atunci când naratorul întâlnește artileria pentru a doua oară, își imaginează un viitor în care omenirea, ascunsă subteran în canale și tuneluri, conduce un război de gherilă, luptând împotriva marțienilor de generații și, în cele din urmă, învățând cum să copieze tehnologia marțienilor, distruge invadatorii și ia înapoi Pământul.
La șase săptămâni de la publicarea romanului, ziarul Boston Post a publicat o altă povestire despre o invazie extraterestră, o continuare neautorizată a Războiului Lumilor. Edison's Conquest of Mars a fost scrisă de Garrett P. Serviss, un scriitor foarte puțin amintit, care l-a descris pe inventatorul faimos Thomas Edison conducând un contraatac împotriva invadatorilor pe planeta lor. Deși aceasta este de fapt o continuare a Fighters from Mars, o retipărire revizuită și neautorizată a Războiului Lumilor, ambele au fost tipărite pentru prima oară în Boston Post în 1898.
Războiul lumilor a fost reprodus în Statele Unite în 1927, la un an după ce Epoca de Aur a științifico-fantasticului a fost creată de Hugo Gernsback odată cu revista sa Amazing Stories. John W. Campbell, un alt editor-cheie al epocii  și scriitor periodic, a publicat mai multe povestiri cu invazii străine în anii 1930. Mulți scriitori de science fiction bine cunoscuți au urmat să creeze lucrări pe acestă temă, inclusiv Isaac Asimov, Arthur C. Clarke, Clifford Simak sau Robert A. Heinlein care a scris Mânuitorii de zombi în 1953.

## Variante fictive

### Infiltrare extraterestră
Aceasta este o variantă familiară pe tema invaziei extraterestre. În scenariul infiltrării, invadatorii vor avea în mod obișnuit formă umană și se vor putea mișca liber în societatea umană, chiar până la preluarea controlului asupra pozițiilor de comandă. Scopul poate fi fie acela de a prelua întreaga lume prin infiltrare (Invasion of the Body Snatchers) sau ca cercetași avansați meniți să „înmoaie“ Pământul ca o pregătire pentru o invazie pe scară largă a forțelor militare convenționale extraterestre (ca în seria Prima invazie). Acest tip de invazie accentuează, de obicei, temerile comune din timpul războiului rece cu agenții comuniști suspectați peste tot, dar a devenit, de asemenea, o temă comună în orice perioadă de schimbări și tulburări sociale.   

### Invazie extraterestră benefică

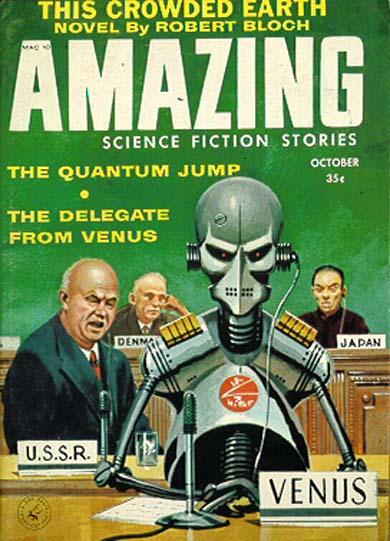
În povestirea lui Henry Slesar din 1958 Delegatul de pe Venus, un robot străin avertizează Pământul că va fi distrus dacă oamenii nu învață să trăiască în pace unii cu alții.

Această temă a fost, de asemenea, explorată în ficțiune. În acest tip de povestire, invadatorii, un fel de micuți verzi sau gri, colonizează planeta într-un efort de a-și răspândi cultura și de a "civiliza" locuitorii "barbari" indigeni sau de a privi în secret și de a-i ajuta pe pământeni să se salveze de ei însăși. Tema anterioară împarte multe trăsături cu ficțiunea de ocupație ostilă, dar aici invadatorii tind să privească popoarele ocupate drept studenți sau egali, mai degrabă decât subiecți, vasali și sclavi. Ultima variantă a temei observatorului secret este o temă paternală/maternă. În această ficțiune, extratereștrii intervin în afacerile umane pentru a-i împiedica să se autodistrugă, cum ar fi Klaatu și Gort în Ziua în care Pământul s-a oprit avertizând liderii Pământului să-și abandoneze căile lor războinice și să se alăture altor civilizații spațiale, dacă nu se vor autodistruge sau vor fie distruși de unirea lor interstelară. Alte exemple ale unei invazii extraterestre sunt filmul lui Gene Roddenberry The Questor Tapes (1974) și episodul Star Trek "Assignment: Earth" (1968); romanul lui Arthur C. Clarke Sfârșitul copilăriei,  romanul (mai târziu seria anime) Crest of the Stars, filmul Primul contact (2016) și seria de cărți a lui David Brin, Universul Elitelor. 

## Alte exemple
Filmul idol They Live (1988) folosește propria poveste de infiltrare extraterestră ca o satiră asupra Americii lui Ronald Reagan și a anilor 1980, ca o epocă a consumului ostentativ, în care extratereștri ascunși și membri umani ai elitei asupresc oamenii afectați de sărăcie și o clasă mijlocie în scădere. 
Prima jumătate a jocurilor video populare Halo 2 și Halo 3 se ocupă de apărarea Pământului împotriva unui imperiu străin care comite genocid, Pactul. Protagonistul jocului, alături de forța militară a Pământului, UNSC și un grup rebel al imperiului Pactul, separatiștii din Pact, resping în cele din urmă invazia și răstoarnă imperiul. 
Jocul  Mass Effect 3  prezintă o rasă de astronave masive semi-organice simțitoare numite Reapers, care distrug orice civilizație suficient de avansată pentru a concepe inteligența artificială, bazându-se pe inevitabilitatea percepută de ea ca să răzvrătească. 
Franciza Crysis prezintă o rasă de extratereștri Ceph sosiți pe Pământ acum 65 milioane de ani, hibernand până în 2020 când au început să se trezească la viață pe insula Lingshan și încep procesul de anihilare al omenirii printr-o pandemie izbucnită în New York City.  
În seria lui Orson Scott Card Ender's Game, o rasă insectoidă extraterestră cu inteligență de roi, cunoscută sub numele de Formici, invadează Pământul în două ocazii diferite, cunoscute sub numele de Războaiele Formice I și II. Prima invazie a cauzat foarte puține victime, dar a doua s-a soldat cu zeci de milioane de decese. După această a doua invazie, conglomeratul națiunilor cunoscute sub numele de Flota Internațională a decis să lanseze o invazie proprie, care a devastat complet planeta mamă Formica.
În povestirea cu dublu sens „Cum să-l servești pe om” (1950, Damon Knight), Terra este invadată de extratereștri simpatici care citesc o carte numită Cum să-l servești pe om care de fapt este o culegere de rețete culinare pe baza căreia cei din spațiul cosmic se pregăteau să devoreze omenirea.

## Variante (listă)
Infiltrare

Mass Effect 3

Independence Day (1997)

- The Thing from Another World (1951)
- Mesaj din spațiu (1996)
- A doua invazie (1998)

### Ocupație
- The Tripods (1984)
- Războiul Lumilor (1953)

### Anihilare
- Independence Day
- Atacul marțienilor!

### Incursiuni
- It Came from Outer Space
- Teenagers from Outer Space
- The Blob
- Plan 9 from Outer Space
- Semne (Signs)

### Invazie benefică
- The Day the Earth Stood Still

### Invazie demonică extraterestră
- Warhammer 40,000
- The Doom

### Invazie extraterestră în alt timp
- Starspawn
- Stargate

### Combinații
- Godzilla
- Stargate
- Maximum Overdrive

### Seriale TV
- Captain Scarlet and the Mysterons (1967)
- UFO (1970)
- Star Maidens (1976)
- Terrahawks (1983)
- The Tommyknockers (Misterele din Haven Falls) (1993)
- Invasion America (1998)
- First Wave (Prima invazie) (1998)
- Invasion: Earth (1998)
- Smallville (2001)
- Threshold (Punct de criză) (2005)
- Invasion (Călătorii în necunoscut) (2005)
- Vizitatorii (2009)
- Falling Skies (2011)